# James V. Forrestal

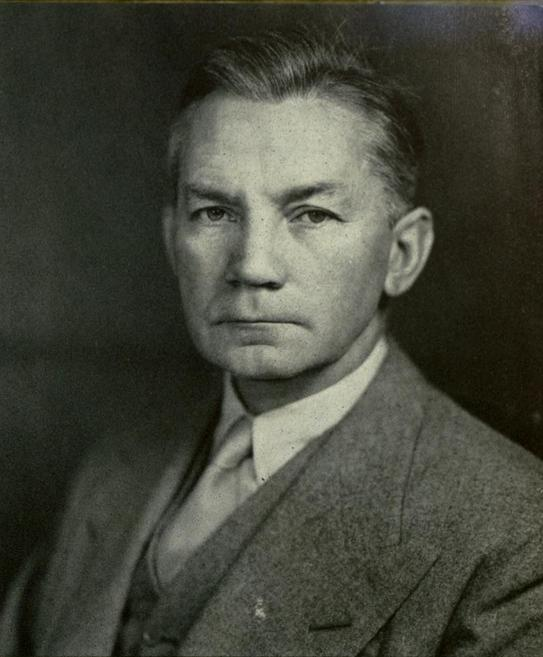
James Forrestal

James Vincent Forrestal (* 15. Februar 1892 in Matteawan, Dutchess County, New York; † 22. Mai 1949 in Bethesda, Maryland) war ein US-amerikanischer Politiker, der letzte Marineminister im Kabinettsrang und der erste Verteidigungsminister der USA.

## Leben

### Ausbildung und erste Berufe
Forrestal war der Sohn irischer Einwanderer. Mit 16 schloss er die Highschool ab und arbeitete danach drei Jahre für Lokalzeitungen. 1911 schrieb er sich im Dartmouth College ein und wechselte im folgenden Jahr auf die Princeton University. Er brach die Universität ohne Abschluss ab.
Ab 1916 arbeitete Forrestal für das New Yorker Bankhaus William A. Read and Company als Wertpapierhändler. Mit dem Eintritt der USA in den Ersten Weltkrieg meldete sich Forrestal zur United States Navy und wurde Marineflieger. Bis zum Ende des Krieges blieb Forrestal in der Ausbildung und hatte den Rang Lieutenant Junior Grade erreicht.
Nach dem Krieg kehrte Forrestal ins Bankgeschäft zurück. Daneben betätigte er sich als Propagandist für die Demokratische Partei im Dutchess County, wo er unter anderen mit Franklin D. Roosevelt zusammenkam.
Im Jahr 1926 heiratete Forrestal Josephine Ogden, Kolumnistin der Zeitschrift Vogue und vormaliges Mitglied der Ziegfeld Follies. Aus der Ehe gingen zwei Söhne hervor.
Ab 1923 wurde er Teilhaber in der William A. Read and Company, die inzwischen als Dillon, Read & Co. firmierte. Die Investmentbank agierte unter anderem erfolgreich auf dem Sektor der amerikanischen Automobil- und Erdölindustrie. 1937 wurde er Vorsitzender des Bankhauses.

### Regierungsarbeit

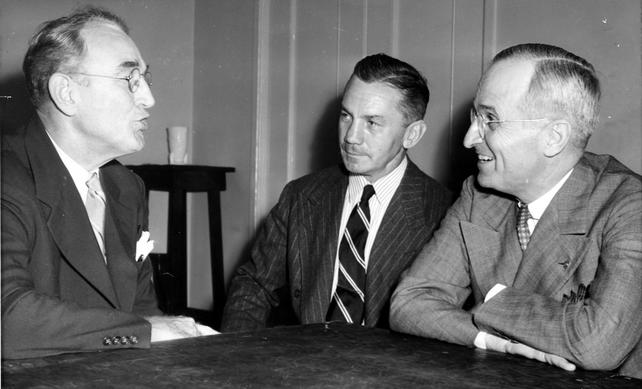
Forrestal (Mitte) mit Harry S. Truman (rechts), ca. 1944

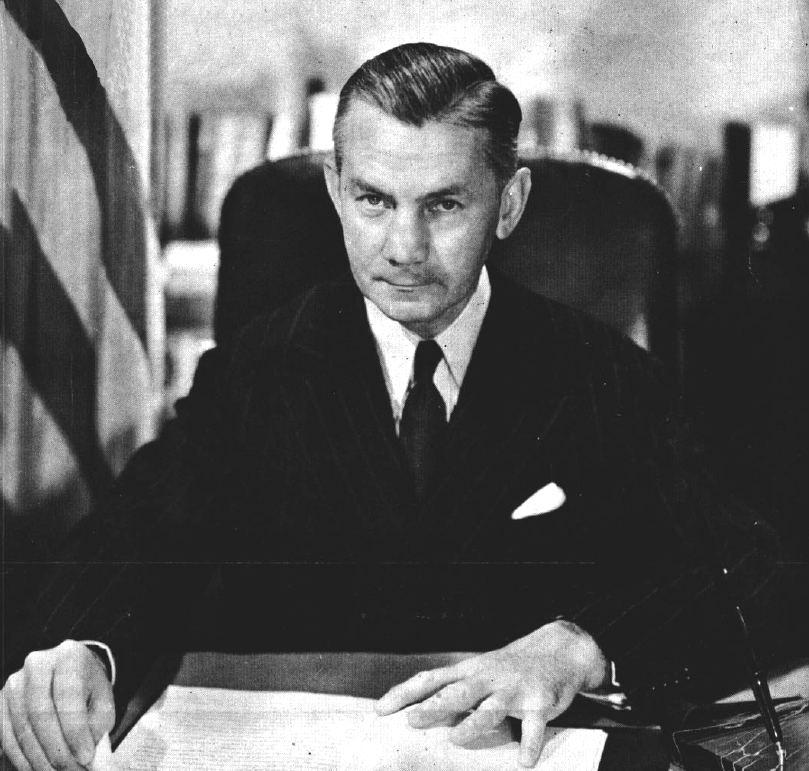
Forrestal an seinem Schreibtisch, ca. 1947

1940 berief US-Präsident Roosevelt Forrestal als Assistent der Regierung, im Juli nominierte er ihn als Unterstaatssekretär im United States Department of the Navy. Nach dem Tod des Marineministers William F. Knox im April 1944 wurde James V. Forrestal am 19. Mai zu dessen Nachfolger ernannt und führte die Marine durch das Ende des Zweiten Weltkrieges und die darauffolgende Demobilisierung.
Forrestal arbeitete beim National Security Act mit, bis er 1947 erster Verteidigungsminister der USA wurde. Während Forrestals Dienstzeit beschnitt Harry S. Truman das Militärbudget, was Forrestal ins Zentrum des Zerrens um die beschränkten Mittel stellte. Als ehemaliger Marineflieger war Forrestal dieser Teilstreitkraft besonders zugetan und genehmigte der Navy den Bau des Flugzeugträgers United States, des ersten Schiffes einer Reihe von Supercarriern, das jedoch fünf Tage nach Kiellegung wieder verschrottet wurde.

### Tod
Am 28. März 1949 trat Forrestal auf Druck von Präsident Truman von seinem Posten zurück. Fünf Tage später wurde er nach einem angeblichen Nervenzusammenbruch ins National Naval Medical Center in Bethesda gebracht. Obwohl es ihm zusehends besser ging, wurden Besuche selbst von Familienangehörigen nicht zugelassen. Am 22. Mai – für den Tag danach hatte sich sein Bruder angekündigt, um ihn aus dem Krankenhaus zu holen – stürzte er aus dem Fenster des 16. Stocks, in dem sich seine Kranken-Suite befand. Als offizielle Todesursache wurde Selbstmord angegeben. Es gab keine polizeiliche Untersuchung. An dem Bericht einer Untersuchungskommission der Navy, der bis 2004 geheim gehalten wurde, wurden inzwischen erhebliche Widersprüche und Schlampereien festgestellt.
Nach Forrestal war unter anderem der Flugzeugträger Forrestal der Forrestal-Klasse benannt.
Sein unnatürlicher Tod wurde in dem Film Visitors – Besucher aus einer anderen Welt in die Handlung eingebaut, sodass der Selbstmord als Teil der Verschwörung um die Verschleierung der Vorgänge um Roswell gedeutet wurde.